# Disco-Tex and His Sex-O-Lettes
Disco-Tex and His Sex-O-Lettes, auch Disco Tex and the Sex-O-Lettes, war eine kurzlebige Formation um den glamourösen Entertainer Sir Monti Rock III (* 29. Mai 1942 als Joseph Montanez Jr. in New York) und den Produzenten und Songwriter Bob Crewe (* 12. November 1931 in Newark, New Jersey), die zu Beginn des gerade aufkommenden Discomusik-Trends Mitte der 1970er Jahre zwei internationale Tanzhits hatte.

## Geschichte
Bob Crewes Karriere als Songschreiber begann schon in den 1950er Jahren. Zusammen mit Frank Slay schrieb er Silhouettes für die Doo-Wop-Gruppe The Rays, das 1965 in der Version von Herman’s Hermits nochmals ein Hit wurde, oder Tallahassee Lassie für Rock-’n’-Roll-Sänger Freddy Cannon. Größere Bekanntheit erlangte er Anfang der 1960er Jahre als Produzent und Koautor (zusammen mit Bob Gaudio) vieler Singlehits für The Four Seasons, darunter Big Girls Don’t Cry und Rag Doll. Auf seinem Plattenlabel DynoVoice Records veröffentlichte er eigene Schallplatten als „The Bob Crewe Generation“ (Music to Watch Girls By) und er entdeckte die Gruppe Mitch Ryder and the Detroit Wheels (Devil with a Blue Dress On).
Beim Besuch eines Josephine-Baker-Konzerts im April 1974 im Beverly Hilton Hotel in Hollywood lernte Crewe Sir Monti Rock III kennen, der im Vorprogramm eine Show gegeben hatte. Bald darauf entstand die Idee, die Liveatmosphäre von Monti Rocks energetischen Liveshows auch im Studio für Schallplattenaufnahmen herzustellen und das Projekt „Disco-Tex and His Sex-O-Lettes“ war geboren. Einige der hinzugeladenen Sänger, Musiker, Arrangeure und Autoren kannte Crewe schon aus seiner frühen Songschreiber- und Produzentenkarriere. So z. b. auch Denny Randell, der als Koproduzent für die Gruppe The Toys (A Lover’s Concerto) in Crewes DynoVoice-Studio gearbeitet hatte.
Den Aufnahmen zum ersten, selbstbetitelten und von Crewe produzierten Album wurden Geräusche wie der Beifall eines vermeintlichen Publikums hinzugemischt. Während sich die Beiträge von „Disco-Tex“ alias Monti Rock im Wesentlichen darauf beschränkten, seine Musik-, Gesangs- und Tanztruppe – die „Sex-O-Lettes“ – in Instrumentalpassagen mit Parolen anzufeuern, wurden die Leadvocals von verschiedenen Gastsängern präsentiert: Freddy Cannon, LuAnn Simms, Cindy Bullens oder Jerry Corbetta and the Chocolate Kisses. Corbetta kam von der Rockgruppe Sugarloaf (Green-Eyed Lady), die etwa zeitgleich mit Don’t Call Us, We’ll Call You ihren zweiten US-Top-10-Hit hatte. Die „Jam Band“ fungierte als Begleitgruppe und setzte sich aus Bob Crewe, Denny Randell, Bruce Miller, Larry Dean und Vincent Sims zusammen. Den Backgroundgesang steuerte u. a. die spätere Dance- und House-Ikone Jocelyn Brown bei. Sieben der zehn LP-Titel stammen aus der Feder von Crewe und Randell. Zweimal ist Kenny Nolan als Koautor angegeben.
Obwohl nicht besonders virtuos eingespielt, zählt das Album heute zu den Klassikern des Disco-Genres und wird – fast drei Jahre vor Saturday Night Fever (Dezember 1977) – zudem mit als genrebildend angesehen. Angetrieben vom stampfenden Disco-Rhythmus, der die gesamte LP durchzieht, und dem damaligen Modetanz Bump gerecht wird, wirken die Songs wie aus einer 1920er Jahre Musikrevue, die sich in die (spätere) Rocky Horror Picture Show verirrt hat.
Ihr größter Singlehit Ende 1974/Anfang 1975 war Get Dancin’, geschrieben von Bob Crewe und Kenny Nolan, die auch die Autoren des Labelle-Klassikers Lady Marmalade (Voulez-vous coucher avec moi, ce soir?) sind. In den USA als Single auf Chelsea erschienen, erreichte sie Platz 10 in den Billboard Hot 100. Auch in Europa kam der Song in die Hitparaden. In Großbritannien schaffte er es bis auf Platz 8, in Deutschland auf Rang 27. Die Nachfolgesingle I Wanna Dance wit’ Choo (Doo Dat Dance), die wie Get Dancin’ auch auf der ersten LP enthalten ist, konnte sich ebenfalls in den Hitparaden platzieren (UK Platz 6, US Platz 23, DE Platz 40).
Auf der LP Manhattan Millionaire (1976) übernahm Kenny Nolan den Part des Songschreibers und den des Produzenten. Das Album stieß kaum noch auf Publikumsinteresse und wurde von Kritikern nicht gut aufgenommen. Lediglich die Auskopplung Dancin’ Kid schaffte den Einstieg in die US-Charts (Platz 60). Das Projekt „Disco-Tex and His Sex-O-Lettes“ verschwand daraufhin schließlich von der Bildfläche.
Sir Monti Rock III spielte 1977 eine 6-minütige Nebenrolle als „DJ Monti Rock III“ im Film Saturday Night Fever. Bob Crewe lebt heute zurückgezogen vom Musikgeschäft und Sir Monti Rock III schreibt Kolumnen für das „Las Vegas Review Journal“ und ist ordinierter Pfarrer (ordained minister) in Las Vegas.

## Diskografie

### Alben
| Jahr | Titel Musiklabel Katalog-Nr.               | Höchstplatzierung, Gesamtwochen, AuszeichnungChartplatzierungen (Jahr, Titel, Musiklabel Katalog-Nr., Platzierungen, Wochen, Auszeichnungen, Anmerkungen) | Höchstplatzierung, Gesamtwochen, AuszeichnungChartplatzierungen (Jahr, Titel, Musiklabel Katalog-Nr., Platzierungen, Wochen, Auszeichnungen, Anmerkungen) | Höchstplatzierung, Gesamtwochen, AuszeichnungChartplatzierungen (Jahr, Titel, Musiklabel Katalog-Nr., Platzierungen, Wochen, Auszeichnungen, Anmerkungen) | Höchstplatzierung, Gesamtwochen, AuszeichnungChartplatzierungen (Jahr, Titel, Musiklabel Katalog-Nr., Platzierungen, Wochen, Auszeichnungen, Anmerkungen) | Höchstplatzierung, Gesamtwochen, AuszeichnungChartplatzierungen (Jahr, Titel, Musiklabel Katalog-Nr., Platzierungen, Wochen, Auszeichnungen, Anmerkungen) | Anmerkungen                                                                        |
| Jahr | Titel Musiklabel Katalog-Nr.               | DE | UK | US | R&B | Dance | Anmerkungen                                                                        |
| ---- | ------------------------------------------ | --- | --- | --- | --- | --- | ---------------------------------------------------------------------------------- |
| 1975 | Disco Tex and the Sex-O-Lettes Chelsea 505 | — | — | US36 (22 Wo.)US | R&B20 (8 Wo.)R&B | — | Erstveröffentlichung: April 1975 feat. Sir Monti Rock III Produzent: Bob Crewe     |
| 1976 | Manhattan Millionaire Chelsea 516          | — | — | — | — | Dance27 (1 Wo.)Dance | Erstveröffentlichung: Oktober 1976 feat. Sir Monti Rock III Produzent: Kenny Nolan |

grau schraffiert: keine Chartdaten aus diesem Jahr verfügbar
Weitere Alben
- 1974: Get Dancin’ (Collectables)
- 1975: A Piece of the Rock (feat. Sir Monti Rock III; Chelsea 555)

### Kompilationen
- 1980: Best of Disco Tex & His Sex-O-Lettes (2 LPs; Chelsea 5013)
- 1989: The Chelsea Collection: Get Dancing! (Splitalbum mit Linda Carr; Start CHELD 1003)
- 1999: Get Dancin’: The Story of Disco Tex & His Sex-O-Lettes (Sequel NEMCD 421)

### Singles
| Jahr | Titel Album                                                            | Höchstplatzierung, Gesamtwochen, AuszeichnungChartplatzierungen (Jahr, Titel, Album, Platzierungen, Wochen, Auszeichnungen, Anmerkungen) | Höchstplatzierung, Gesamtwochen, AuszeichnungChartplatzierungen (Jahr, Titel, Album, Platzierungen, Wochen, Auszeichnungen, Anmerkungen) | Höchstplatzierung, Gesamtwochen, AuszeichnungChartplatzierungen (Jahr, Titel, Album, Platzierungen, Wochen, Auszeichnungen, Anmerkungen) | Höchstplatzierung, Gesamtwochen, AuszeichnungChartplatzierungen (Jahr, Titel, Album, Platzierungen, Wochen, Auszeichnungen, Anmerkungen) | Höchstplatzierung, Gesamtwochen, AuszeichnungChartplatzierungen (Jahr, Titel, Album, Platzierungen, Wochen, Auszeichnungen, Anmerkungen) | Anmerkungen |
| Jahr | Titel Album                                                            | DE | UK | US | R&B | Dance | Anmerkungen |
| ---- | ---------------------------------------------------------------------- | --- | --- | --- | --- | --- | --- |
| 1974 | Get Dancin’ Disco Tex and the Sex-O-Lettes                             | DE27 (10 Wo.)DE | UK8 Silber · (12 Wo.)UK | US10 (15 Wo.)US | R&B32 (16 Wo.)R&B | Dance3 (10 Wo.)Dance | Erstveröffentlichung: Oktober 1974 feat. Sir Monti Rock III Autoren: Bob Crewe, Kenny Nolan                                                     |
| 1975 | I Wanna Dance wit’ Choo (Doo Dat Dance) Disco Tex and the Sex-O-Lettes | DE40 (1 Wo.)DE | UK6 (10 Wo.)UK | US23 (11 Wo.)US | R&B33 (12 Wo.)R&B | Dance7 (7 Wo.)Dance | Erstveröffentlichung: April 1975 feat. Sir Monti Rock III Autoren: Bob Crewe, Denny Randell                                                     |
| 1975 | Jam Band Disco Tex and the Sex-O-Lettes                                | — | — | US80 (3 Wo.)US | — | — | Erstveröffentlichung: August 1975 Autoren: Bob Crewe, Denny Randell                                                                             |
| 1976 | Dancin’ Kid Manhattan Millionaire                                      | — | — | US60 (8 Wo.)US | R&B99 (2 Wo.)R&B | — | Erstveröffentlichung: August 1976 feat. Sir Monti Rock III Autor: Kenny Nolan                                                                   |
| 2001 | I Can Cast a Spell –                                                   | — | UK35 (2 Wo.)UK | — | — | — | Erstveröffentlichung: März 2001 Disco-Tex presents Cloudburst Autoren: Ashford & Simpson, Michael Gray, Danny Harrison, Jon Pearn, Julian Jonah |

Weitere Singles
- 1965: For Days and Days (als Monti Rock III)
- 1975: Boogie Flap
- 1976: Hot Lava
- 1976: We’re Havin’ a Party (It’s Gonna Be Alright)
- 1976: Hey There Little Firefly
- 1977: Wooly Bully
- 1977: A Piece of the Rock
- 1987: Keep Dancing